# 塔尔萨利
塔尔萨利（Tarsali），是印度古吉拉特邦Vadodara县的一个城镇。总人口26709（2001年）。

## 人口
该地2001年总人口26709人，其中男性14222人，女性12487人；0—6岁人口3146人，其中男1767人，女1379人；识字率79.39%，其中男性为83.46%，女性为74.77%。